# Этьен, Клиффорд
Клиффорд Этьен (англ. Clifford Etienne; 9 марта  1972, Лафайетт) — американский боксёр-профессионал, выступавший в тяжёлой весовой категории. Чемпион Северной Америки по версии NABF (2000). Самый зрелищный боксер года по версии журнала Ринг (2000). Был вынужден завершить карьеру в 2005 году из-за проблем с законом.

## Ранняя жизнь
Клиффорд Этьен родился 9 марта 1972 года в Луизиане, а вырос неподалёку, в Новой Иберии. В молодости бокс не являлся главным интересом у Этьена, он с успехом играл в американский футбол и в баскетбол. Футбольная карьера Клиффорда была настолько успешной, что его приглашали в составы команд лучших школ, и в свои 16 лет Этьен был на пути к блестящему будущему как в качестве студента, так и в качестве атлета. Однако Этьен был обвинён в вооружённом ограблении и приговорён к 20 годам лишения свободы в Луизианской тюрьме. В исправительной колонии взгляды на жизнь у Клиффорда начали постепенно изменяться в лучшую сторону.

## Боксёрская карьера
Этьен начал боксировать во время первого, десятилетнего, заключения за разбой; в заключении он выиграл 30 из 30-ти официальных тюремных боёв. Выйдя на свободу в 1998, стал профессиональным боксёром, дебютировав в декабре того же года.

## 17 сентября1999Клиффорд Этьен —Дэррелл Морган
- Место проведения:  Олл Американ Спортс Парк, Лас-Вегас, Невада, США
- Результат: Победа Этьена техническим нокаутом в 1-м раунде в 4-раундовом бою — по данным ESPN бой был 6-раундовый
- Статус: Рейтинговый бой
- Рефери: Карлос Падилла
- Время: 2:50
- Вес: Этьен 105,23 кг; Морган 97,07 кг
- Трансляция: ESPN

В сентябре 1999 года Этьен встретился с Дэрреллом Морганом. В середине 1-го раунда Этьен правым хуком в челюсть послал противника в нокдаун. Морган сразу встал. После возобновления боя Этьен продолжил атаковать. Значительная часть его ударов приходилась в цель. В конце раунда Этьен провёл левый хук в голову, и сразу же правый хук прямо в челюсть. Морган рухнул на канвас. Рефери прекратил поединок, не открывая счёт.

## 6 мая2000Клиффорд Этьен —Леймон Брюстер
- Место проведения:  Меллон Арена, Питтсбург, Пенсильвания, США
- Результат: Победа Этьена единогласным решением в 10-раундовом бою
- Статус: Рейтинговый бой
- Рефери: Рик Стайгеруолд
- Счет судей: Боб Белл (98-92), Рон Гринли (99-91), Джордж Качулис (99-91) — все в пользу Этьена
- Вес: Этьен 99,60 кг; Брюстер 102,51 кг
- Трансляция: HBO KO Nation
- Счёт неофициального судьи: Джули Ледерман (99-91 Этьен)

В мае 2000 года состоялся бой двух непобеждённых проспектов — Клиффорда Этьена и Леймона Брюстера. Бой носил открытый характер. Этьен чаще бил и точнее попадал. Судьи единогласно отдали победу Этьену.

## 2000—2002
В ноябре 2000 года выиграл бой против Лоуренса Клей-Бея. Этот поединок был одним из кандидатов на звание «бой года» по версии Ring Magazine.
В марте 2001 года состоялся бой двух непобеждённых боксеров — Клиффорда Этьена и Фреса Окендо. Этьен проиграл нокаутом в 8-м раунде.

## 27 апреля2002Клиффорд Этьен —Терренс Льюис
- Место проведения:  Мохеган Сан Казино, Юнкасвилл, Коннектикут, США
- Результат: Победа Этьена единогласным решением в 10-раундовом бою
- Статус: Рейтинговый бой
- Рефери: Чарльз Дуайэр
- Счет судей: Дон Аккерман (96—93), Стив Эпстейн (97—93), Роберт Паолина (97—93) — все в пользу Этьена
- Вес: Этьен 102,50 кг; Льюис 107,00 кг
- Трансляция: Showtime

В апреле 2002 года Этьен встретился с Терренсом Льюисом. В начале 7-го раунда Этьен провёл правый кросс в голову. Льюис дрогнул и попятился спиной к канатам. Этьен зажал его в угол и начал бомбить. Весь раунд Этьен пытался добить противника, не выпуская из угла. Льюис стойко держался, принимая удары на защиту и изредка проводя контрудары. В конце 7-го раунда Льюис в контратаке левым апперкотом попал в пах Этьену. Рефери приостановил бой и дал Этьену время восстановиться. Через несколько секунд бой продолжился. По окончании 10-ти раундов судьи единогласным решением объявили победителем Этьена.

## 2002
В июле 2002 года Этьен свёл вничью бой с южноафриканцем Франсуа Ботой.

## 22 февраля2003Майк Тайсон —Клиффорд Этьен
- Место проведения:  Зе Пирамид, Мемфис, Теннесси, США
- Результат: Победа Тайсона нокаутом в 1-м раунде в 10-раундовом бою
- Статус: Рейтинговый бой
- Рефери: Билл Клэнси
- Время: 0:49
- Вес: Тайсон 102,40 кг; Этьен 101,00 кг
- Трансляция: Showtime

В феврале 2003 года Этьен встретился с Майком Тайсоном. В начале 1-го раунда Тайсон правым хуком послал противника на настил. На счёт 10 Этьен находился всё ещё на полу. Рефери зафиксировал нокаут.

## 21 января2005Кэлвин Брок —Клиффорд Этьен
- Место проведения:  Релиант Центр, Хьюстон, Техас, США
- Результат: Победа Брока техническим нокаутом в 2-м раунде в 10-раундовом бою
- Статус: Рейтинговый бой
- Рефери: Лоуренс Коул
- Время: 1:25
- Вес: Брок 102,50 кг; Этьен 101,20 кг
- Трансляция: ESPN 2

В январе 2005 года Клиффорд Этьен вышел на ринг против непобеждённого Кэлвина Брока. Во 2-м раунде Брок после нескольких ударов в голову Этьена отправил его в нокдаун. Этьен сразу же встал. При падении у него выпала капа, и он таким образом получил несколько лишних секунд на восстановление. В 3-м раунде Брок встречным ударом в голову вновь отправил противника в нокдаун. Этьен сразу встал и тут же пропустил серию ударов в верхнюю часть головы, после которой опять оказался на полу. Рефери остановил бой, не открывая счёт.

## 14 мая2005Николай Валуев —Клиффорд Этьен
- Место проведения:  Оберфранкенхалле, Байройт, Бавария, Германия
- Результат: Победа Валуев нокаутом в 3-м раунде в 12-раундовом бою
- Статус: Рейтинговый бой
- Рефери: Стэнли Кристодулу
- Время: 1:25
- Вес: Валуев 151,00 кг; Этьен 98,70 кг
- Трансляция: ARD

В мае 2005 года Этьен встретился в Германии с россиянином Николаем Валуевым. Агрессивный Этьен смело шёл в размен с противником, который значительно превосходил его по габаритам. В середине 3-го раунда Валуев провёл дважды левый апперкот в челюсть, и Этьен упал на канвас. Он встал на счёт 6. Через несколько секунд Валуев вновь провёл левый апперкот в челюсть и добавил ещё правый кросс в запрещённую область — в затылок. Этьен оказался на полу и рукой показывал на затылок, так и не поднявшись на счёт 10. Рефери зафиксировал нокаут.

## Вне ринга
11 августа 2005 года Этьен был задержан в Батон-Руже за разбойное нападение, похищение людей и попытку убийства офицеров полиции. Ограбив кассу, Этьен захватил автомобиль с находившейся в нём семьёй, пытался скрыться от полицейской погони, а когда это не удалось — сопротивлялся аресту с оружием в руках. 22 июня 2006 года по совокупности статей Этьен был осуждён на 150 лет без права на досрочное освобождение. В апреле 2013 года приговор был пересмотрен и срок тюремного заключения сокращён до 105 лет.
{{Нет иллюстраций}}